# 能提妲·索彭
能提妲·索彭（1992年5月8日—），昵称Noona（或译为努娜），泰国女演员、歌手、主持人、配音员兼模特，曾凭借其在电影《你好，陌生人》的出演获得2010年第20届泰国电影金天鹅奖最佳女主角。主要作品还有《勇于挑战梦想的海豚》、《爱/触摸/心》、《日落湄南河》等。

## 个人背景
能提妲是莎希通·索彭（Sasithorn Sophon，母）和威奇安·索彭（Wichien Sophon，父）的女儿，她弟弟Ekburut Sophon（Suice）是“疯狂的猴子”乐队的成员。

## 影视作品

### 电影
| 年份   | 片名             | 角色名称             |
| ------ | ---------------- | -------------------- |
| 2023年 | 《从前有个巨星》 | Rueangkhae（เรืองแข） |

### 电视剧
| 年份   | 片名         | 角色名称          |
| ------ | ------------ | ----------------- |
| 2023年 | 《舞姬阴宅》 | Chadaploy（Ploy） |